# Georgia Tzanakaki
Georgia Tzanakaki (griechisch Γεωργία Τζανακάκη, * 1. Dezember 1980 in Griechenland) ist eine griechische Volleyballspielerin.
Georgia Tzanakaki, die bei einer Körpergröße von 1,93 m auf der Position der Mittelblockerin spielt, begann ihre Karriere bei Kentavros Chanion auf Kreta. Nach weiteren Stationen bei Panellinios Athen, wo sie die ersten Titel ihrer Karriere gewinnen konnte, sowie ASPTT Mulhouse aus Frankreich, wechselte Tzanakaki 2007 zum griechischen Rekordmeister Panathinaikos Athen und gewann dort bereits in ihrer ersten Saison das Double. 2009 stand sie mit Athen im Endspiel um den Challenge Cup, unterlag dort aber den Italienerinnen von Vini Monteschiavo Jesi und belegte den zweiten Platz.
Georgia Tzanakaki ist ein fester Bestandteil der griechischen Nationalmannschaft und nahm mit dieser unter anderem an den Olympischen Spielen 2004 in Athen teil.

## Titel
- Griechischer Meister: 2001, 2002, 2008, 2009, 2010, 2011
- Griechischer Pokal: 2001, 2008, 2009, 2010

| Personendaten    | Personendaten                                              |
| ---------------- | ---------------------------------------------------------- |
| NAME             | Tzanakaki, Georgia                                         |
| ALTERNATIVNAMEN  | Τζανακάκη, Γεωργία (griechisch)                            |
| KURZBESCHREIBUNG | griechische Volleyball-Nationalspielerin (Mittelblockerin) |
| GEBURTSDATUM     | 1. Dezember 1980                                           |
| GEBURTSORT       | Griechenland                                               |